# Патиромер
Патиромер — препарат для лечения гиперкалиемии. Одобрен для применения: США (2015).

## Фармакологическое действие
Связывает ионы калия в ЖКТ.
Не метаболизируется и не абсорбируется.
Связывается со многими лекарствами и может уменьшить их абсорбцию. Принимать другие препараты следует
за 6 ч. до или 6 ч. после приёма патиромера.
Обладает отсроченным действием. Заметное снижение уровня калия в крови наблюдается через 7 ч. после введения.

## Показания
- Гиперкалиемия

## Противопоказания
- Гиперчувствительность